# Clausen (Porýní-Falc)
Clausen je obec v německé spolkové zemi Porýní-Falc, v zemském okrese Jihozápadní Falc. V 2014 zde žilo 1 393 obyvatel. 

## Poloha obce
Sousední obce jsou: Donsieders, Heltersberg, Leimen, Merzalben, Münchweiler an der Rodalb, Rodalben a Waldfischbach-Burgalben.